# Tuzla
Občina Tuzla, popis 2013.; skupaj: 110 979
Tuzla, popis 2013.; skupaj: 74.457
Občina Tuzla, popis 1991.; skupaj: 131.618
Tuzla, popis 1991.; skupaj: 83.770
Tuzla (srbsko Тузла) je z okoli 110.979 prebivalci tretje največje mesto v Bosni in Hercegovini in sedež istoimenske občine in Tuzelskega kantona ter Univerze v Tuzli. 
Mesto je znano prevsem po Rudniku kamene soli, Premogovniku Kreka ter pripadajoči termoelektrarni.
V bližini se nahaja letališče Tuzla.
poštna številka je 75.000

## Galerija
- Tuzelska Vrata
- Tuzelska Vrata
- Tuzelska termoelektrarna
- Tuzelska Česma
- Fakultet za elektrotehniko
- Mestni park
- Mestni stadion
- Tuzelska utrdba
- Korzo
- Korzo
- Korzo